# Krangeweersterpolder
De Krangeweersterpolder is een voormalig waterschap in de provincie Groningen.
De polder lag ten zuidwesten van Stedum. De noordgrens kwam overeen met de Bedumerweg, de oostgrens lag op een lijn halverwege het Stedumermaar en de Crangeweersterweg, de zuidgrens lag langs het Westerwijtwerdermaar en de westgrens kwam overeen met de Crangeweersterweg. De molen, de Topsmolen genoemd naar de eigenaar Jacob Cornelis Toppen, van het waterschap stond aan de zuidkant van het waterschap en sloeg uit op het Westerwijwerdermaar.
Waterstaatkundig gezien ligt het gebied sinds 1995 binnen dat van het waterschap Noorderzijlvest.